# Souk Ahras
Souk Ahras („Piața  de lei”)  este un oraș  în  Algeria, situat nu departe de granița cu Tunisia. Este reședința  provinciei  Souk Ahras. Este situat la 35 km, la Sud-Vest de Guelma și la 100 km la Sud-Vest de Annaba. În Antichitate era cunoscut sub denumirea Thagaste. Orașul Thagaste a fost menționat de Pliniu cel Bătrân drept municipium.

## Istorie

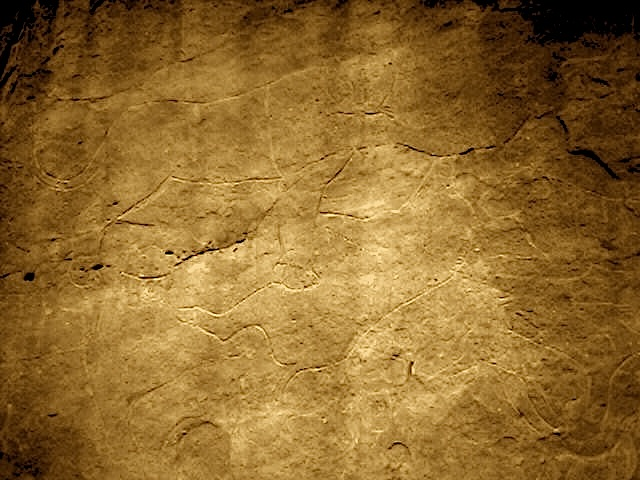
Gravură rupestră reprezentând doi lei, la Kef Lemsawra, în regiunea Souk Ahras

Oraș natal al Sfântului Augustin (născut la 13 noiembrie 354), episcop de Hippona, Souk Ahras a jucat un rol important în istoria politică și culturală a Algeriei prin poziția sa strategică. Loc de întâlnire a civilizațiilor numidă, romană și berberă, a fost locul unor fortificații militare cât și al unor centre urbane.
În timpul colonizării franceze, orașul a devenit un important centru comercial care asigura schimburile între Sudul, Nord-Estul algerian și Tunisia. În timpul războiului din Algeria, orașul a adăpostit o bază autonomă a Armatei de Eliberare Națională, numită «Baza din Est».

## Personalități
- Sfântul Augustin, gânditor și teolog
- Sfânta Monica, mama Sfântului Augustin, recunoscută sfântă de bisericile catolică și ortodoxă
- Nonius Marcellus, gramatician al latinei, autor al De compendiosa doctrina, dicționar în 20 volume
- Apuleius, scriitor latin, autor al Metamorfoze, unul din primele romane din istorie, a trăit aici
- Alypius de Thagaste, episcop de Thagaste în timpul invaziei vandale, sfânt celebrat la 15 august de Biserica Catolică
- Martianus Capella, autor latin din secolul al V-lea.
- Mustapha Kateb, actor
- Kateb Yacine, scriitor
- Mohamed Chérif Messaadia, militar și om politic
- Beggar Hadda, cântăreață de folclor algerian
- Salim Halali, cântăreț de Malouf
- Badji Mokhtar, participant al rezistenței și responsabil al ALN
- Taoufik Makhloufi, campion olimpic la proba de 1500 de metri (Jocurile Olimpice din 2012)
- Chaâbane Boualleg, psiholog și senator algerian
- Antar Yahia, fotbalist algerian